# شان کنان

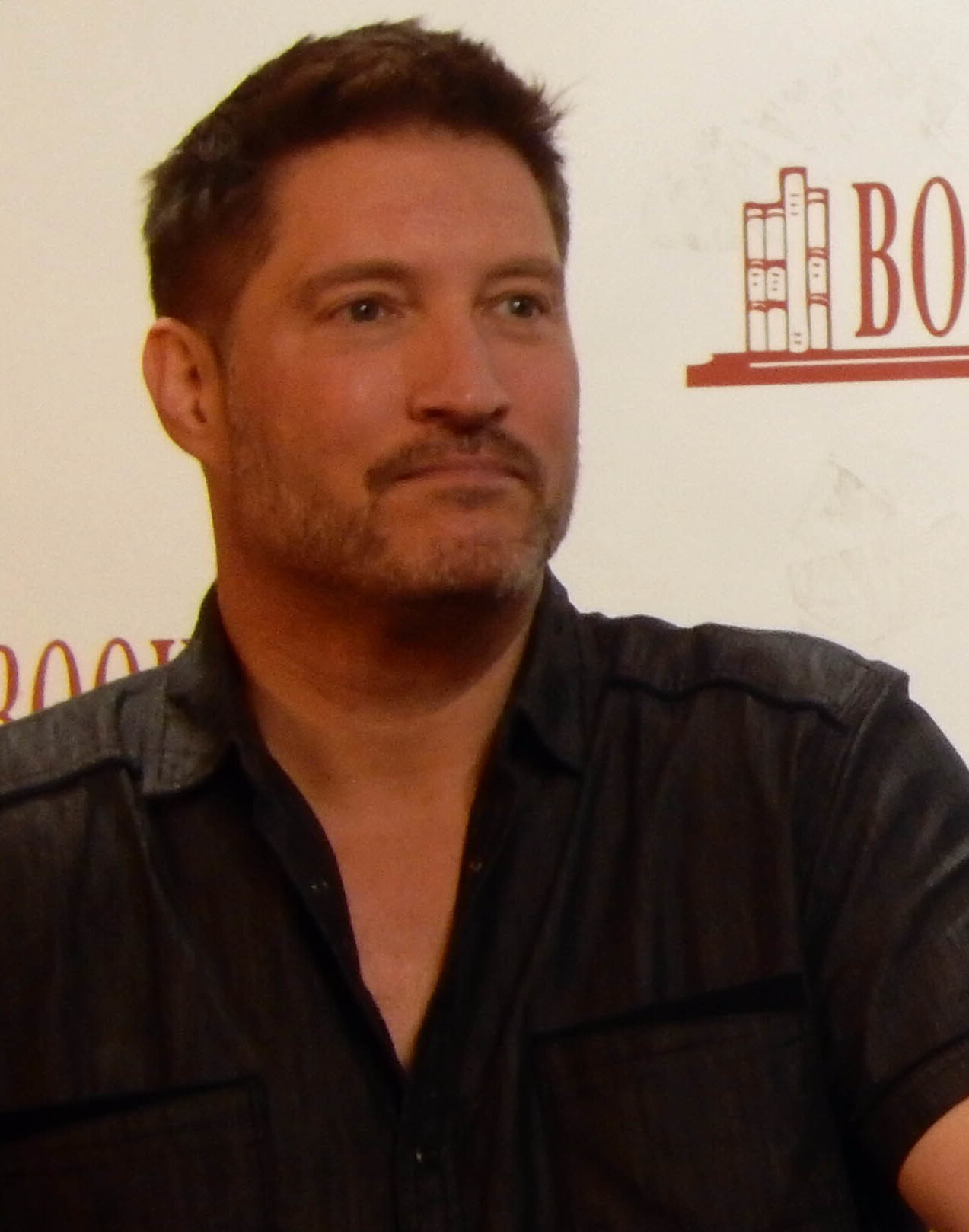
کنان در سال 2019

شان کنان (انگلیسی: Sean Kanan؛ زادهٔ ۲ نوامبر ۱۹۶۶) یک هنرپیشه اهل ایالات متحده آمریکا است. وی از سال ۱۹۸۸ میلادی تاکنون مشغول فعالیت بوده‌است.
از فیلم‌ها یا برنامه‌های تلویزیونی که وی در آن نقش داشته است، می‌توان به بچه کاراته کار، قسمت سوم و سانست بیچ اشاره کرد.